# Amstel Gold Race 1977
La 12e édition de la course cycliste, l'Amstel Gold Race a eu lieu le 9 avril 1977 et a été remportée par le Néerlandais Jan Raas.

## Classement final
| Pos. | Coureur            | Pays     | Équipe                 | Temps           |
| ---- | ------------------ | -------- | ---------------------- | --------------- |
| 1.   | Jan Raas           | Pays-Bas | Frisol-Gazelle-Thirion | 5 h 45 min 55 s |
| 2.   | Gerrie Knetemann   | Pays-Bas | TI-Raleigh             | + 0 s           |
| 3.   | Hennie Kuiper      | Pays-Bas | TI-Raleigh             | + 0 s           |
| 4.   | Jos Schipper       | Pays-Bas | Ebo-Superia            | + 20 s          |
| 5.   | Freddy Maertens    | Belgique | Flandria-Velda-Latina  | + 20 s          |
| 6.   | Roger De Vlaeminck | Belgique | Brooklyn               | + 20 s          |
| 7.   | Francesco Moser    | Italie   | Sanson                 | + 20 s          |
| 8.   | Walter Godefroot   | Belgique | Ijsboerke-Colnago      | + 44 s          |
| 9.   | Eddy Merckx        | Belgique | Fiat France            | + 44 s          |
| 10.  | Patrick Béon       | France   | Peugeot-Esso-Michelin  | + 44 s          |